# Jan Schilling
Jan Schilling (zm. 1514/15) – mieszczanin i malarz poznański.

## Życiorys
Jan Schilling pochodził z Weissenburga w Alzacji. On i kilku jego braci przybyli stamtąd do Krakowa, którego prawo miejskie przyjął w 1475 roku. Osiem lat później, w 1483 roku przeniósł się do Poznania i poprzez małżeństwo z Katarzyną Czeplówną, siostrą kanonika Mikołaja Czepla, wszedł w krąg poznańskiego patrycjatu. Prawdopodobnie kierował następnie działaniami handlowymi rodziny swojej żony. 
Miał status mistrza malarskiego, kształcił uczniów. W latach 1492–1511 czternaście razy wybierano go starszym cechu złotników, malarzy i hafciarzy, a w 1502 roku był też ławnikiem miejskim. Wykonywał także funkcję rzeczoznawcy: dla klasztoru w Lubiniu w 1503 oceniał wartości nowo namalowanych obrazów. Mimo że był ceniony jako malarz, nie umiemy współcześnie związać z jego imieniem żadnego dzieła.   
Nabywał w mieście i okolicy nieruchomości: w 1494 kamienicę przy poznańskim Rynku, posiadłości za bramą Wroniecką i na Winiarach (1493–1497). Nazwa dzisiejszego Szeląga pochodzi prawdopodobnie od jego nazwiska. 
Zmarł zapewne w Poznaniu, między 18 marca 1514 a 18 maja 1515. Jego majątek dziedziczyła żona, dzieci raczej nie pozostawił.